# Salaš (district d'Uherské Hradiště)
Pour les articles homonymes, voir Salaš.
Salaš (en allemand : Sallasch) est une commune du district d'Uherské Hradiště, dans la région de Zlín, en République tchèque. Sa population s'élevait à 396 habitants en 2020.

## Géographie
Salaš se trouve à 15 km au nord-ouest d'Uherské Hradiště, à 26 km au sud-ouest de Zlín, à 54 km à l'est-sud-est de Brno et à 234 km au sud-est de Prague.
La commune est limitée par Roštín au nord, par Velehrad à l'est, par Břestek au sud et au sud-ouest, et par Staré Hutě à l'ouest.

## Histoire
On y retrouve une communauté francophone importante à la suite de l'installation au château de Salaš du sieur Cyprien de Lichy de Lichy en 1794, lors de la Révolution française. La famille de Lichy de Lichy ne rentra en France, à la demande de Michel Chevalier — homme politique proche de Napoléon III — qu'en 1865, après avoir prospéré en Moravie.